# Cigarillo

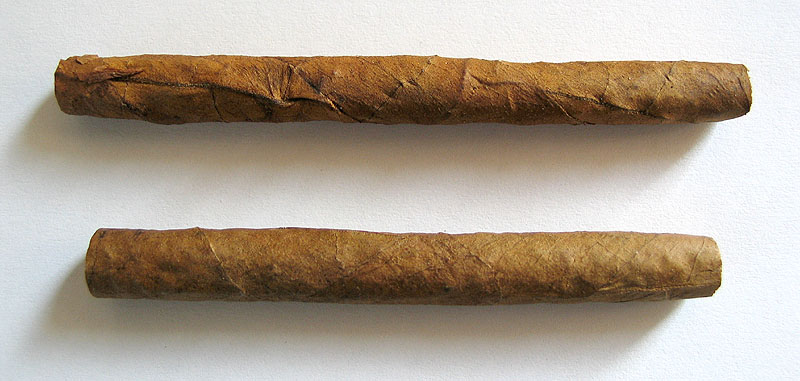
Cigarillo's

Een cigarillo (een Spaans verkleinwoord voor sigaar), in het Nederlands eigenlijk spriet genoemd, is een dun soort sigaar. Het is een langwerpig rookwaar/genotmiddel voor menselijke consumptie, gemaakt van tabak, waarvan één kant in de mond kan worden gestoken en de andere kant met vuur kan worden aangestoken.
De doorsnede is (min of meer) rond en de diameter is, afgezien van de uiteinden, over de gehele lengte gelijkmatig zodat het hele object een langwerpige cilinder als basisvorm heeft. Daarmee lijkt de cigarillo op de sigaret, een bekendere soort rookwaar. De cigarillo is meestal dikker, maar het kenmerkende verschil met de sigaret is dat de cigarillo, net als andere sigaren, een (bruin) omhulsel heeft van (delen van) gedroogd tabaksblad.
De blunt is een variant van de cigarillo. Oorspronkelijk, en nog steeds in het Engels, staat blunt voor het soort sigaar dat iets dikker is. In het Nederlands staat blunt sinds de jaren tachtig voor een cigarillo/dunne sigaar gevuld met een cannabis-product.